# 韩国开发研究院
韩国开发研究院（：／ Hanguk Gaebal Yeonguwon）是大韩民国政府建立的以研究宏观经济政策为主的智库。2015年，它列入各国智库排行榜前10名。

## 沿革
韩国开发研究院在1971年成立，致力于给大韩民国政府提供宏观经济政策分析和建议，每个月都会报告其国内的经济动向。

## 知名校友
趙立堅：中华人民共和国外交部前發言人